# ジョン・ヘンリー・ガーニー

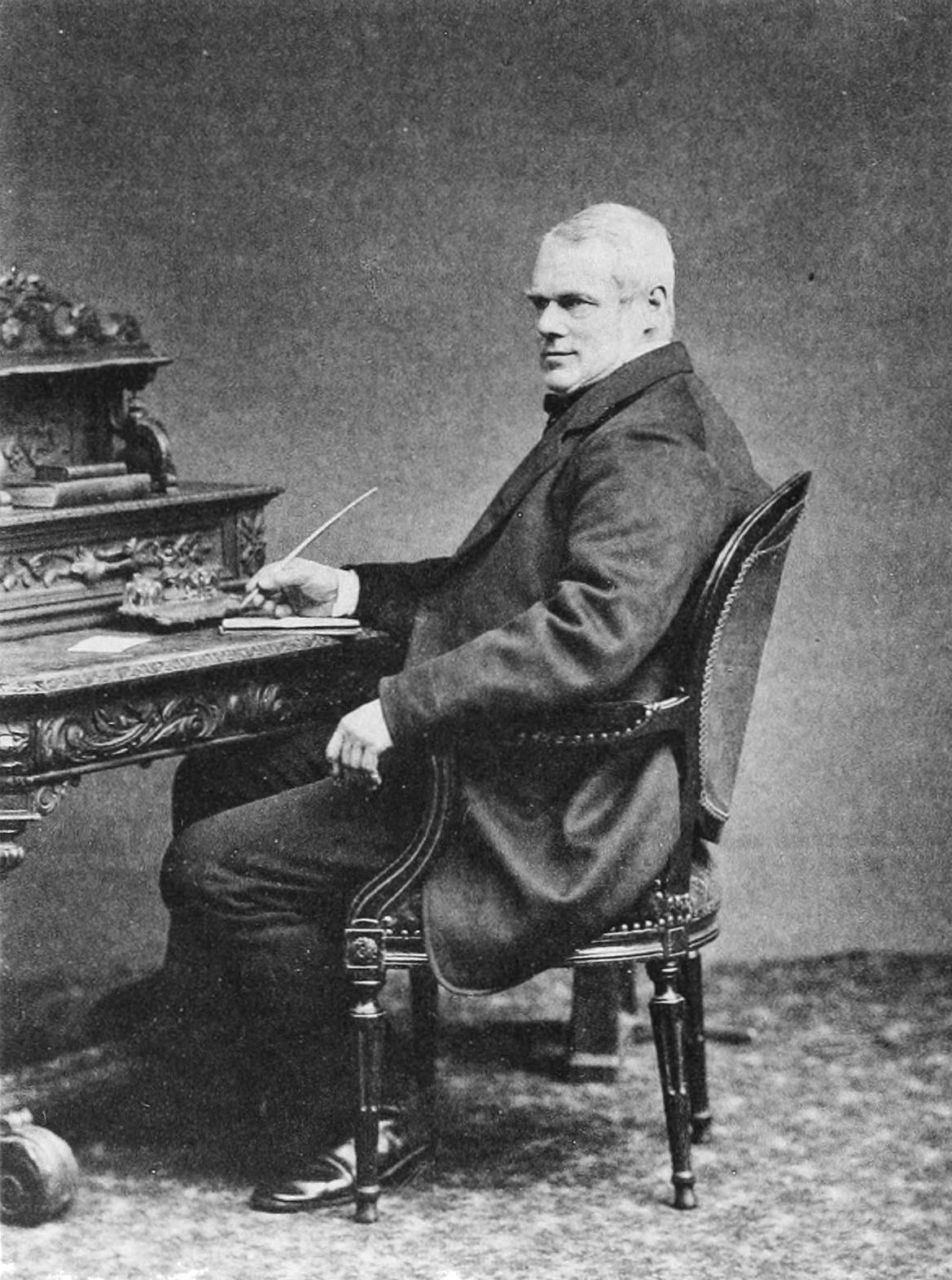
ジョン・ヘンリー・ガーニー

ジョン・ヘンリー・ガーニー（John Henry Gurney、1819年7月4日 - 1890年4月20日）は、イギリスのアマチュア鳥類学者、銀行家、政治家である。ノリッジの名家ガーニー家の一員である。

## 生涯
銀行家で、クエーカー教徒のジョセフ・ジョン・ガーニーの一人息子として生まれた。10歳の時に家庭教師から教育を受けるために、古代からの原生林として名高いエッピング・フォレスト近くのLeytonstoneに送られた。エッピング・フォレストで動物学者のヘンリー・ダブルディ（Henry Doubleday）に出会い、初めて動物の採集を始めた。トッテナムの学校に進み、鳥類学者で出版者の、ウィリアム・ヤーレル（William Yarrell）と知り合った。17歳から、ガーニー家の銀行の仕事に加わった。
エドワード・ニューマンの発行する雑誌、"The Zoologist"に多くの記事を書き、捕獲した鳥の収集を続けた。1872年には友人のアマチュア探検家、チャールズ・ジョン・アンダーソンの記録から『ダマラランドの鳥類』（The Birds of Damara Land）を編集した。
1875年から1882年の間、イギリス鳥学会の雑誌、Ibisに、大英博物館の鳥類標本の目録の作成を企画した。イギリス鳥学会のアルフレッド・ニュートンとガーニーのノーフォーク博物学基金の設立に関する書簡がケンブリッジ大学動物博物館に残されている。
政治家としてはキングズリンから下院議員に選ばれ、1854年、1857年、1859年に再選された。1865年に下院から引退した。
息子のジョン・ヘンリー・ガーニー・ジュニアも鳥類学者となった。
南部アフリカに生息するハジロカイツブリの亜種、Podiceps nigricollis gurneyiの学名は、ガーニー父子に献名されている。